# Hanns Sassmann (Autor)
Hanns Saßmann (auch: Karl Blind) (* 17. Dezember 1882 in Wien, Österreich-Ungarn; † 8. Mai 1944 in Kufstein) war ein österreichischer Schriftsteller, Journalist und Drehbuchautor.

## Leben
Hanns Sassmann war als Theater- und Literaturkritiker für das Neue Wiener Journal sowie für Die Schwelle. Zeitschrift für Kultur und Kritik tätig.
Ab Beginn des 20. Jahrhunderts wurde er auch schriftstellerisch tätig, sein Spezialgebiet wurden historische Stoffe (Maria Theresia, Metternich, 1848, Prinz Eugen, Das Haus Rothschild, Friedrich der Große). Nebenbei betätigte sich der Wiener als Theaterkritiker.
Saßmann gehörte nach eigenen Angaben von Jänner 1920 bis Ende 1922 der KPÖ an.
Ab 1933 kamen Drehbuchentwürfe hinzu, die er zumeist in Zusammenarbeit mit anderen Autoren verfasste. Sassmann beteiligte sich zunächst überwiegend an leichtgewichtigen, musikalischen und süßlichen Filmstoffen mit alt-österreichischem k. u. k.-Flair.
Ab 1934 lebte Saßmann in Berlin, wo er im selben Jahr einen Antrag auf Aufnahme in die Reichsschrifttumskammer stellte, in dem er die nationale Einstellung seiner Romane und deren positive Behandlung durch die nationalsozialistische Kunststelle in Wien betonte. Diesem Antrag wurde 1936 stattgegeben. Am 18. Mai 1938 beantragte er die Aufnahme in die NSDAP und wurde rückwirkend zum 1. Mai aufgenommen (Mitgliedsnummer 6.357.324).
In späteren Jahren kamen Manuskripte für älpische Geschichten hinzu, darunter drei Bergfilme aus der Hand Luis Trenkers. Mit ihm verfasste er die Drehbücher zu dessen Inszenierungen Der Berg ruft, Liebesbriefe aus dem Engadin und Der Feuerteufel.
Im Österreichischen Literaturarchiv wird er so beschrieben:
Sassmanns Geschichtsbild orientiert sich an der imperialen Größe Österreichs zur Zeit des Barock. Seine antipazifistische Haltung erleichterte nach der Annexion Österreichs seine Anerkennung in Berlin…
Im Jahr 1958 wurde in Wien-Favoriten (10. Bezirk) die Saßmanngasse nach ihm benannt.

## Werke
- Der Retter. Tragikomödie in 3 Akten. Emich, Wien 1915.
- Die reizende Frau. Lustspiel in 3 Akten. Perles, Wien 1917. (zusammen mit Alexander Engel)
- Die Reise in die Mädchenzeit. Lustspiel in 3 Akten. Wiener Literarische Anstalt, Wien 1920. (zusammen mit Alexander Engel)
- Das weiße Lämmchen. Schwank in 3 Akten. Bloch, Berlin 1921.
- Feuer in der Stadt. Komödie in 3 Akten. Pfeffer, Wien 1928.
- Metternich. Historisches Schauspiel in 5 Akten. Wallishaussen, Wien 1929.
- Haus Rothschild.Historisches Schauspiel in 5 Akten. Verlag für Kulturpolitik, Berlin 1930.
- Das Reich der Träumer. Eine Kulturgeschichte Österreichs vom Urzustand bis zur Republik. Verlag für Kulturpolitik, Berlin 1932.
- 1848. Historisches Schauspiel in 5 Akten. Verlag für Kulturpolitik, Berlin 1932.
- Der Herr auf Lörtzen. Komödie in 3 Akten. Verlag für Kulturpolitik, Berlin 1934.
- Kredit ist alles. Lustspiel in 3 Akten. Georg Marton, Wien 1934.
- Wienerisch. Piper Verlag, München 1935, Band V der Reihe: Was nicht im Wörterbuch steht
- Was den Damen gefällt. Lustspiel in 3 Akten frei nach Scribe. Bloch, Berlin 1937.
- Der liebe Augustin. Roman. Ufa-Buchverlag, Berlin 1941.
- Xanthippe. Die Ehrenrettung einer klassischen Frau. Roman aus dem alten Hellas. Knaur, Berlin 1944.

## Filmografie
- 1933: Großfürstin Alexandra
- 1935: Die ganze Welt dreht sich um Liebe
- 1935: Knox und die lustigen Vagabunden (Zirkus Saran)
- 1936: Die Puppenfee
- 1936: Drei Mäderl um Schubert
- 1936: Fiakerlied
- 1937: Der Mann, von dem man spricht
- 1937: Ich möcht’ so gern mit Dir allein sein (Millionäre)
- 1937: Der Berg ruft
- 1938: Liebesbriefe aus dem Engadin
- 1940: Der Feuerteufel
- 1940: Der liebe Augustin
- 1941: Wetterleuchten um Barbara
- 1942: Bayer 205 (Kurzdokumentarfilm)